# 帕多瓦解剖剧场
帕多瓦解剖剧场（Teatro Anatomico di Padova）是世界上第一个永久解剖剧场，位于意大利帕多瓦的博宫内，于1595年由西罗尼姆斯·法布里休斯创立，保罗·萨尔皮和达里奥·瓦罗塔里设计。帕多瓦解剖剧场是17世纪的欧洲主要大学所建解剖剧院的典范，这些解剖剧院均以帕多瓦原型为基础。 这是帕多瓦大学伟大成功时期的一个象征，被认为是十六世纪解剖学研究的最重要成果之一。 

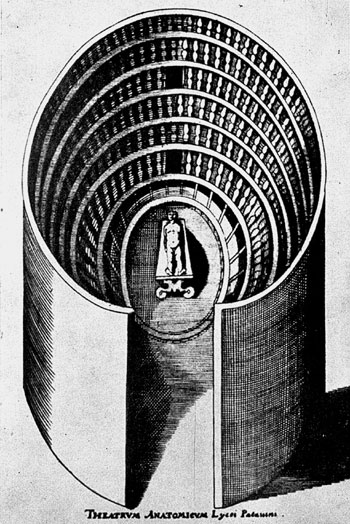

众所周知，直到18世纪，解剖手术都是由教授在他们的私人住宅或学生的住宅中进行的。建设解剖剧院表明，学生人数的增加，超过了必需的设施。
解剖学课是这所大学的骄傲。观察和体验真正的解剖，让学生们兴高采烈。他们不能做笔记，只能通过观察来学习。典型的漏斗形状，具有利用实际经验来发现的功能。事实上，它的形状似乎将学生的目光投射到了人体解剖学最深层的方面。
此外，解剖学课是医学唯一的实践课，剧院让它们看起来像一个真正的仪式。剧院也与数字七相联系。七个环形，可以理解为七层天，也可以理解为但丁神曲中的地狱。